# وادي كبالي (مذيخرة)

تعديل مصدري - تعديل

وادي كبالي محلة تابعة لقرية الاصروم، التابعة لعزلة الافيوش بمديرية مذيخرة إحدى مديريات محافظة إب في الجمهورية اليمنية، بلغ تعداد سكانها 28 حسب تعداد اليمن لعام 2004.